# Моран, Кейтлин
Кэтрин Элизабет «Кейтлин» Моран (англ. Catherine Elizabeth "Caitlin" Moran; род. 5 апреля 1975, Брайтон, Восточный Суссекс) — английская журналистка, писательница, феминистка, колумнист газеты The Times. Лауреат премии British Press Awards в номинациях «Комментатор года 2010», «Критик года 2011» и «Журналист года 2011».

## Биография
Родилась в Брайтоне самым старшим ребёнком в семье (имеет четырёх сестер и трёх братьев). Отец Моран, ирландец по происхождению, был музыкантом и вместе с супругой разделял идеологию хиппи. Детство провела в трёхкомнатной муниципальной квартире в Вулвергемптоне вместе с семьёй.
Училась в Спрингдейлской начальной школе, а после её окончания перешла на домашнее образование. Моран считает свое детство счастливым, хотя и ушла из дома в 18 лет.

## Журналистика и писательская карьера
Ещё в подростковом возрасте Кейтлин приняла решение стать писательницей. В 13 лет получила денежный приз на конкурсе молодых писателей за эссе, в котором она описала, за что так любит книги. В 15 лет победила в конкурсе «Молодой репортер года». Свою карьеру начала журналисткой в «Melody Marker», еженедельном музыкальном издании. В 16 лет написала роман.
В 1992 году Моран начала карьеру на телевидении. Стала ведущей музыкального шоу Naked City на канале Channel 4. В нём рассказывалось о молодых британских группах, таких как Blur, Manic Street Preachers и Boo Radleys.
Вскоре Кейтлин запустила собственное тв-шоу Raised By Wolves, по жанру объединявшему драму и комедию, премьера в Великобритании на канале Channel состоялась 4 в декабре 2013 года.
В июле 2012 года Моран получила членство в University of Aberystwyth.
В апреле 2014 года получила звание одной из самых влиятельных женщин Британии по версии журнала Power Hour ВВС.

## Феминизм
В 2011 году в Великобритании Кейтлин опубликовала феминистской книгу «Как быть женщиной» (How to Be a Woman). По состоянию на июль 2012 было продано более 400 000 экземпляров в 16 странах.

## Твиттер
В августе 2013 года Моран организовала 24-часовой бойкот Твиттера в знак протеста против неспособности социальной сети решить проблему контента оскорбительного характера.
В июне 2014 года Reuters Institute for the Study of Journalism назвал Кейтлин самой влиятельной британской журналисткой в Твиттере.

## Личная жизнь
В декабре 1999 года Моран вступила в брак с музыкальным критиком газеты The Times Питером Парадайсом. Супруги воспитывают двух дочерей 2001 и 2003 годов рождения.

## Награды и звания
- 2013 Comment Awards, Культурный Комментатор года
- 2012 London Press Club, Комментатор года
- 2011 Galaxy National Book Awards, Книга года, How to Be A Woman
- 2011 Galaxy National Book Awards, Популярная документально-прозаическая книга года, How to Be A Woman
- 2011 British Press Awards, Интервьюер года
- 2011 British Press Awards, Критик года
- 2011 Irish Book Award, Категория Выбор слушателей, How to Be A Woman
- 2011 Cosmopolitan , Писатель года[9]
- 2010 British Press Awards, Комментатор года